# هنا شيباتا
هنا شيباتا (柴田 華絵) (مواليد 27 يوليو 1992)، هي لاعبة كرة قدم كانت تلعب كلاعب وسط. ولعبت مع منتخب اليابان لكرة القدم للسيدات.

## وصلات خارجية
- هنا شيباتا على موقع الاتحاد الدولي (مؤرشف)  (الإنجليزية)
- هنا شيباتا على موقع قاعدة بيانات كرة القدم.إي يو (الإنجليزية)
- هنا شيباتا على موقع Soccerway.com (الإنجليزية)
- هنا شيباتا على موقع عالم كرة القدم.نت (الإنجليزية)